# Amacuro
Amacuro – rzeka w północno-wschodniej Wenezueli oraz Gujanie. Ma około 164 km długości. Na krótkim odcinku stanowi ona naturalną granicę między Wenezuelą a Gujaną, po czym skręca w kierunku północno-zachodnim. Ujście rzeki stanowi jedno z ramion Orinoko, które wpada do Oceanu Atlantyckiego. Od nazwy rzeki pochodzi nazwa stanu Delta Amacuro.